# Churchill (Ohio)
Churchill – jednostka osadnicza w Stanach Zjednoczonych, w stanie Ohio, w hrabstwie Trumbull.